# مهرجان الفجيرة الدولي للمونودراما

مهرجان الفجيرة الدولي للمونودراما يعتبر مهرجان الفجيرة الدولي للمونودراما، تظاهرة مسرحية، تقيمها إمارة الفجيرة في كل سنتين مرة، وينهض مسرح دبا الفجيرة بشرف تنظيمة وإخراجه للنور، وذلك احتفاء بالمسرح كفن يرتقي بوعي الناس ويحسن من ذائقتهم الفنية بعيدا عن بريق الجوائز والمسابقات كما يجري عادة في المهرجانات الأخرى.
والغاية من إقامة هذا المهرجان ترسيخ حضور المسرح المونودرامي (مسرح الممثل الواحد) في الحياة المسرحية العربية عامة والإماراتية خاصة، وخلق ظروف وشروط تطور هذا الفن المسرحي الصعب والراقي ودعم الكوادر الشابة والموهوبة والتي يمكن أن تنهض به.
من هذا المنطلق يشكل هذا المهرجان مناخا فاعلا ومثمرا لنمو هذا الفن وازدهاره من خلال إقامة عروض مسرحية تستوفي المستوى الفني المطلوب، وذلك بمشاركة دول عربية وأجنبية كثيرة إضافة إلى ندوات تطبيقية وحوارية تثقيفية تقام على هامش المهرجان.

## الشروط
مواصفات العروض المشاركة:
1. التزام العرض بمواصفات المونودراما التي تعتمد على الممثل الواحد
2. ابتعاد العمل عن الطرح والمعالجة التقليدية الخالية من التوهج الإبداعي وتلبية العرض للطموحات الفنية الإبداعية لهذا الفن المسرحي.

### نشاطات على هامش المهرجان
1. إقامة ندوات تطبيقية تعقب كل عرض مسرحي الغاية منها إضاءة جوانب من العمل المسرحي، وبلورة رؤية فنية علمية ترفد الحركة المسرحية المونودرامية بإضافات فاعلة.
2. إقامة ندوة رئيسية عن فن المونودراما يساهم فيها كوكبة من أساتذة هذا الفن.
3. إصدار نشرة يومية تغطي جميع فعاليات المهرجان وتوثق نشاطاته وتؤسس لاستقطاب الجماهير إلى الثقافة المسرحية بعيدا عن الرتابة وبرودة المصطلحات النقدية.
4. إقامة لقاءات تعزز التواصل والتحاور بين الوفود المشاركة.
5. القيام بمجموعة من الرحلات السياحية لتعريف الوفود المشاركة بأهم المواقع الأثرية والعمرانية والسياحية في ربوع دولة الإمارات العربية المتحدة.
6. إقامة لقاءات حية ومباشرة بين كل من الفنانين المشاركين والحضور لتحقيق رسالة المهرجان في تشكيل حضور جماهيري لهذا الفن المسرحي والاستفادة أيضا من التجارب المسرحية الناضجة.

## الدورات

### الدورة الأولى 2003
كانت الدورة الأولى من مهرجان الفجيرة الدولي للمونودراما هي فاتحة مرحلة مختلفة في مسرح منطقة الشرق الأوسط عموما، فضلا عن دولة الإمارات العربية المتحدة والخليج العربي على وجه الخصوص، حينما تحوّل الخطابي المسرحي إلى أحد أهم وأرقى فنون الأداء المسرحية في العالم، وهو فن المونودراما، الفنّ الذي لم يسبق أن كان له حضور بالشكل المهرجاني المنهجيّ التوجّهي، بما يعكس دور وأفق وإنسانية وتوافقية الرسالة المسرحية الكونية، التي هي جزء لا يتجزّأ من مهمة الإنسان السويّة في علاقته بالثقافات والشعوب على اختلاف أعراقها وثقافاتها وأديانها.
وقد شارك في الدورة الأولـى للمهرجان ضيوف من (15) دولة وهي:
مصر، الكويت، العراق، الأردن، البحرين، قطر، لبنان، السودان، تونس، عمان، سوريا،
ألمانيا الاتحادية، إيران، إيطاليا، وروسيا الاتحادية.
وكان ضيف الشرف هو الفنان المصري القدير يحيى الفخراني، بينما مثّل بقيّة الدول فنانون يجسّدون مختلف المدارس والتوجهات المسرحية والنقدية.

#### العروض
| المسرحية                     | الدولة                   | المؤلف            | المخرج            | الممثل            |
| ---------------------------- | ------------------------ | ----------------- | ----------------- | ----------------- |
| سرك المعاصر                  | الإمارات العربية المتحدة | صباح العطوان      | عزيز خيون         | عبد الله راشد     |
| خمس دمى                      | الأردن                   | غنام غنام         | غنام غنام         | علي عليان         |
| كلمات في الرمال              | ليتوانيا                 | انتاناس كوسينسكاس | فاليري كازانوف    | بروتي مار         |
| انا والكنترباص               | تونس                     | باتريك سوزكيند    | منير العرقي       | جعفر القاسمي      |
| رجّاله بشنبات                 | مصر                      | محسن يونس         | عصام عبد الله     | أحمد حمدي         |
| المهرّج المتأمّل               | إسبانيا                  | نمر سلمون         | نمر سلمون         | نمر سلمون         |
| مناظرة بين الليل والنهار     | الكويت                   | عبد العزيز الحداد | عبد العزيز الحداد | راشد حسين         |
| من يعيرني أغنية قديمة أغنيها | ألمانيا                  | كارل فالنين       | بيتر لس           | رينر كوهين        |
| ومضة                         | سوريا                    | داود أبو شقرا     | فائق عرقسرسي      | فائق عرقسرسي      |
| فاطمه                        | فلسطين                   | خليل عبد ربه      | عوني كرّومي        | ساميه بكري        |
| كدت أراه                     | المغرب                   | -                 | محمد الغرملي      | عبد الحق الزروالي |
| هي التي تأتي أو...           | العراق                   | عواطف نعيم        | هيثم عبد الرزاق   | أقبال نعيم        |
| رجل الفنار                   | الإمارات العربية المتحدة | محمود أو العباس   | عبد الله المناعي  | محمد العامري      |

### الدورة الثانية 2005
بعد أن توالت النجاحات على مهرجان الفجيرة الدولي بعد انتهاء دورته الأولى، بدايةً بالاعتراف الدولي الذي سرعان ما حصل علية المهرجان من قبل الهيئة العالمية للمسرح، ليحجز له موقعاً متميزاً في خارطة المهرجانات الدولية على مستوى العالم، ومروراً باختيار المهندس محمد سيف الأفخم مدير المهرجان عضواً في الهيئة العالمية للمسرح ونائباً لرئيس رابطة الممثل الواحد الدولية، وصولاً إلى افتتاح المقر الإقليمي للهيئة العالمية للمسرح في إمارة الفجيرة.
كل تلك المؤشرات دلت على أن الدورة الثانية لمهرجان الفجيرة الدولي للمونودراما التي أقيمت في الفترة ما بين 8 – 20 ديسمبر 2005 كانت أكثر رونقاً وتألقاً، واتجهت جميع الأنظار إلى إمارة الفجيرة التي فتحت ذراعيها لتستقبل ضيوفها المثقفين والمسرحيين، الذين أتوا من كل حدب وصوب من أنحاء العالم ليشاركوا الفجيرة في عرسها الثقافي.
واستضاف المهرجان عدد كبير من الفنانين والمسرحيين يندر تواجدهم في تظاهرة أخرى، وزاد عددهم عن (133) ضيفا قدموا من (17) دولة.
وازدان حفل الافتتاح بحضور صاحب السمو الشيخ حمد بن محمد الشرقي عضو المجلس الأعلى للاتحاد حاكم الفجيره، الذي شمل المهرجان برعايته،
وتحدث في حفل الافتتاح كل من محمد سعيد الظنحاني رئيس المهرجان والمهندس محمد الافخم مدير المهرجان، وسعادة بلال البدور وكيل وزارة الثقافة في دولة الإمارات، وجنيفير ولبول المديرة التنفيذية للهيئة العالمية للمسرح، ثم قدمت الفنانة مها الصالح عرض الافتتاح بمسرحية «شجرة الدر» تمثيلاً وإخراجاً، ومن تأليف عز الدين المدني
```
وقدم في المهرجان (13) عرضا من عدة دول عربية واجنبية وهي:
```

```
الإمارات، السعودية، سوريا، الأردن، مصر، العراق، تونس، الكويت، المغرب، بنغلادش، ليتوانيا، اليونان، الكاميرون، تشيلي، أرمينيا.
ولكي يكتمل المناخ الثقافي والتواصل الإبداعي زخرت هذه الدورة بكثير من الندوات التطبيقية والبحثية شارك فيها ضيوف المهرجان بأطروحاتهم وأفكارهم لتحقيق أكبر فائدة ممكنة.
فهناك الندوات التطبيقية التي تلت العروض مباشرة كما تحدث بعض الفنانين مثل الفنان العربي نور الشريف عن مسيرته الفنية الخاصة في ندوات وحوارات خصصتها أدارة المهرجان للضيوف ليقدموا فيها عصارة خبرتهم الفنية، فضلا عن محاضرة أخرى للفنان العربي الكبير محمد صبحي تحدثفيها عن تجربته المسرحية الطويلة، كما عقدت ندوات رئيسية تحاور فيها الضيوف العرب والأجانب كل منهم يقدم أفكاره وثقافاته للطرف الأخر للوصول إلى أكبر اتصال وتوافق فكري ممكن.
```

#### عروض الدورة
| المسرحية                 | الدولة                   | المؤلف                   | المخرج             | الممثل             |
| ------------------------ | ------------------------ | ------------------------ | ------------------ | ------------------ |
| شجرة الدر                | سوريا                    | عزالدين المدني           | مها الصالح         | مها الصالح         |
| بينوديني                 | بنغلاديش                 | سايمون جاكريا            | ناصرالدين يوسف     | شيمول يوسف         |
| صوت مر                   | الكويت                   | ليديا هوداك              | د. شايع الشايع     | ديانا احمد الشديدي |
| يوشك أن ينفجر            | السعودية                 | فهد الحارثي              | عبد العزيز العسيري | سامي صالح الزهراني |
| الليلة الأخيرة           | ليتوانيا                 | محمد سعيد الظنحاني       | بيروتي مار         | بيروتي مار         |
| احمر ساكن                | مصر                      | ريم حجاب                 | ريم حجاب           | ريم حجاب           |
| الليلة الأخيرة           | الإمارات العربية المتحدة | محمد سعيد الظنحاني       | لطيفة أحرار        | لطيفة أحرار        |
| مصابة بالوضوح            | الأردن                   | سوسن دروزة               | سوسن دروزه         | ساندرا ماضي        |
| شمة                      | الإمارات العربية المتحدة | عمر غباش                 | عائشة عبد الرحمـن  | أحمد الأنصاري      |
| أين الأفضل               | الكاميرون                | مايرون كريتنكو           | مايرون كريتنكو     | فليكس كاما         |
| نيللي تأخذ كلبها في نزهة | اليونان                  | ايلينا بينا              | ايلينا بينا        | ناتاليا دراغومي    |
| الناس يهتمون ببعضهم      | أرمينيا                  | ادوارد زوريكان           | ادوارد زوريكان     | هايك زوريكان       |
| العرائسي                 | تونس                     | محمد العوني              | الاسعد المحواشي    | عامر المثلوثي      |
| بحور الحنين              | الإمارات العربية المتحدة | شريف العوضي والتفات عزيز | حكيم جاسم          | عبد الحميد البلوشي |
| انا في الظلمة أبحث       | العراق                   | عواطف نعيم               | عواطف نعيم         | عزيز خيون          |
| جون بادان مكتشف أمريكا   | تشيلي                    | داريو فو                 | فيروكيو كاينيرو    | الفارو سولار       |

### الدورة الثالثة 2007م

#### عروض الدورة
| المسرحية                      | الدولة                   | المؤلف                             | المخرج           | الممثل             |
| ----------------------------- | ------------------------ | ---------------------------------- | ---------------- | ------------------ |
| الحياة في صناديق الورق المقوى | -                        | ايفان كوليكوف                      | نيفينا ميتيفا    | نيكولاي اروموف     |
| ريتشار بعد ريتشارد            |                          | وليام شكسبير إعداد/إيرينا فوليتسكا | إيرينا فوليتسكا  | ليديا دانيلشوك     |
| من... أنا؟                    |                          | نوزومي ساتومي                      | نوزومي ساتومي    | نوزومي ساتومي      |
| صباح الخير أيها الليل         | الإمارات العربية المتحدة | التفات عزيز                        | التفات عزيز      | عبد الحميد البلوشي |
| فانوس                         | الإمارات العربية المتحدة | محمد سعيد الظنحاني                 | حسن المؤذن       | عبد الله مسعود     |
| مقهى الدراويش                 | الكويت                   | عبد العزيز الحداد                  | مريم عارف        | عبد العزيز الحداد  |
| سر الحب                       |                          | فرح مقصودي                         | فرح مقصودي       | أمير عباس توفيقي   |
| مناوبة ليلية                  |                          | عبد الله الزروق                    | عبد الله الزروق  | خدوجه صبري         |
| شابلن                         |                          | بيب يوتن                           | بيب يوتن         | بيب يوتن           |
| الرقصة الأخيرة                |                          | محمد بري العواني                   | محمد بري العواني | تمام العواني       |
| المرآة                        | مصر                      | احمد سامي خاطر                     | محمود كحيلة      | عبير الطوخى        |
| واحد.. منا !                  |                          | محسن بن نفيسة                      | محمد منير العرقي | جعفر القاسمي       |
| جرصة                          | لبنان                    | رفيق علي أحمد                      | رفيق علي أحمد    | رفيق علي أحمد      |
| أنا لحبيبي                    | الأردن                   | غنام غنام                          | غنام غنام        | خالد الطريفي       |

### الدورة الرابعة 2010م

#### عروض الدورة
| المسرحية                        | الدولة                   | المؤلف                    | المخرج                                     | الممثل              |
| ------------------------------- | ------------------------ | ------------------------- | ------------------------------------------ | ------------------- |
| أنا كارمن                       | مصر                      | سماء إبراهيم علي          | سماء إبراهيم علي                           | سماء إبراهيم علي    |
| أنتيغون                         | ليتوانيا                 | بيروت مار                 | بيروت مار                                  | بيروت مار           |
| My body in nine parts           | لوكسمبورغ                | Raymond federmon          | Nartin Engler                              | Steve Karier        |
| زواريب                          | لبنان                    | ممدوح عدوان               | روجيه عساف                                 | رفيق علي أحمد       |
| Der Hanullmann                  | سويسرا                   | كريستيان إبرت             | مايكل نوينشواندر                           | رافاييل تروب        |
| قبل أن يصيح الديك للمرة الثالثة | روسيا                    | فاسيلي شوكشين             | أوليغ سكيفكو                               | أوليغ بيلوف         |
| فلاش باك                        | تونس                     | حسام الساحلي وادم العتروس | حسام الساحلي                               | حسام الساحلي        |
| الصمت الذهبي                    | اليابان                  | أكيرا شيميزو              | أكيرا شيميزو                               | أكيرا شيميزو        |
| الكلمة المنطوقة                 | الولايات المتحدة         | مارك باموثي جوزيف         | جون مايكل غارسيز كاميلا فوربس ديبرا جيبسون | مثال                |
| الذي نسي ان يموت                | الإمارات العربية المتحدة | إسماعيل أحمد              | حسن رجب                                    | جمعة علي            |
| المعطف                          | السعودية                 | أمير الحسناوي             | محمد الجفري                                | بندر عبد الفتاح     |
| نعيمة                           | البحرين                  | إبراهيم بحر               | إبراهيم بحر                                | غادة الفيحاني       |
| الزبال                          | الأردن                   | ممدوح عدوان               | حاتم السيد                                 | عبد الكامل الخلايلة |

### الدورة الخامسة 2012م

#### عن هذه الدورة
برعاية كريمة من صاحب السمو الشيخ حمد بن محمد الشرقي عضو المجلس الأعلى حاكم الفجيرة انطلقت يوم 20 من شهر يناير 2012 فعاليات الدورة الخامسة لمهرجان الفجيرة الدولي للمونودراما، وقد شهدت الدورة الإعلان عن الفائز بجائزة «الفجيرة للإبداع المسرحي» التي تم استحداثها لأول مرة تزامناً مع دخول المهرجان سنته العاشرة، ونالها المسرحي البريطاني الشهير بيتر بروك.
الدورة التي استمرت حتى 28 يناير، بحضور أكثر من 400 ضيف شرف من نجوم الفن والأدب من مختلف أنحاء العالم، استضافت عروضاً لمسرح الممثل الواحد من 12 دولة عربية وأجنبية، قامت باختيارها لجنة متخصصة للمشاهدة ضمت كلا من الفنانين والنقاد: حسن رجب، جمال آدم، عبد الله راشد، عبد الله مسعود، خليفة التخلوفة، فيصل جواد.
وأقيم حفل الافتتاح في ساحة قلعة الفجيرة، وضم استعراضاً فنيا مبهرا وضخما بعنوان: «الفجيرة..العالم يمر من هنا» من تأليف وأشعار الكاتب المسرحي الشاعر محمد سعيد الضنحاني وبمصاحبة فرقة أورنينا للمسرح الاستعراضي الغنائي، وقد وضع ألحانه الموسيقار وليد الهشيم، وأخرجه إياد الخزوز، فيما قامت بتنفيذه شركة عالمية متخصصة من بريطانيا.
وشهدت الدورة الخامسة تكريم الفائزين بجوائز مسابقة نصوص المونودراما العربية وهم: د.ملحة عبد الله (السعودية)، طه عدنان (المغرب)، متولي عمر أبو ناصر (فلسطين)، بحضور لجنة المسابقة: عبد العزيز السريع (الكويت)، أسعد فضة (سوريا)، يسري الجندي (مصر)، عبد الكريم برشيد (المغرب)، عبد الله راشد (الإمارات).
وجاءت الندوة الرئيسية للمهرجان تحت عنوان «المونودراما بين المصطلح والحداثة»، شارك فيها كل من الدكتور عبد الكريم جواد من سلطنة عمان، والدكتورة هدى وصفي من مصر، والدكتورة ملحة عبد الله من السعودية، والأستاذ محفوظ عبد الرحمن من مصر، ونضال الأشقر من لبنان.
أما إصدارات الدورة فكانت: كتاب «المسرح في العالم» الذي صدر عن الهيئة الدولية للمسرح وتولى مركز الهيئة في الفجيرة ترجمته وإصداره باللغة العربية، كما أصدرت هيئة الفجيرة للثقافة والإعلام كتاب «عشر مسرحيات» وهو عبارة عن النصوص الفائزة بالمسابقة العربية لنصوص المونودراما 2010-2012 وكذلك قامت بترجمته وإصداره باللغة الإنجليزية. وكتاب عن «فن المونودراما» للكاتبة آلاء عفاش، كما تم توزيع كتابين يضمان الأعمال المسرحية للكاتب محمد سعيد الضنحاني.
وضمن فعاليات الدورة، اجتمعت الهيئة الإدارية للرابطة الدولية للممثل الواحد «المونودراما»، لنقاش الخطط المقبلة للرابطة الدولية للمونودراما، وتم الاتفاق على المقترح المقدم من قبل رئيس الرابطة المهندس محمد سيف الأفخم، بشأن إنشاء مكتبة توثيقية خاصة بمطبوعات المونودراما من كل أنحاء العالم، على أن يكون مقرها الفجيرة.

##### ضيوق المهرجان
من الدول العربية
من مصر، نور الشريف، نبيلة عبيد، سميحة أيوب، أشرف عبد الغفور (نقيب الفنانين)، لطفي لبيب، هاني رمزي، سامح الصريطي، ياسمين عبد العزيز، عمرو سعد، الكاتب محفوظ عبد الرحمن، وائل عبد العزيز.
من الأردن، جريس سماوي، لينا التل، عاكف نجم، ياسر المصري، نادر عمران، ريم بشناق، مفلح العدوان، إياد نصار.
من سوريا، جمال سليمان، رشيد عساف، سلوم حداد، سوزان نجم الدين، قيس الشيخ نجيب، عابد فهد، باسم ياخور، سيف السبيعي، كنده علوش، سلافة معمار، فارس الذهبي، ديما بياعة.
من الكويت، الشيخ دعيج الخليفة الصباح، سعاد عبد الله، محمد المنصور، إبراهيم الحربي، هدى حسين، جاسم النبهان، عبد العزيز الحداد، زهرة الخرجي، سليمان الشطي، بندر المطيري، فؤاد الشطي، حمد الرقعي، جمال اللهو، عبد الله مطر الجديد، شجون الهاجري. باسم عبد الأمير.
من السعودية، يوسف الجراح، ليلى السلمان، مريم الغامدي، إبراهيم عسيري، ميسون الرويلي، أمينة العلي، مروة محمد، عبد العزيز عسيري، فهد ردة الحارثي، علي فقندش.
من قطر، صلاح الملا، عبد العزيز الجاسم، د. حسن رشيد، غازي حسين.
من البحرين، ايمان القصيبي، شيماء سبت، أميرة محمد.
من لبنان، زاهي وهبي، نيكول سابا، ورد الخال، كارمن لبس، رفيق علي احمد.
من تونس، جعفر القاسمي، المنجي بن إبراهيم.
من المغرب، الحسن النفالي، ميساء مغربي، نرجس الحلاق، نينا مغربي.
من سلطنة عمان، إبراهيم الزدجالي، بثينة الرئيسي، طالب البلوشي.
من العراق، عزيز خيون، الاء شاكر.
من السودان، علي مهدي، السر السيد.
من إيران، فرح مقصودي، صمد شينوفرشان.
من الدول الأجنبية
رامندو ماجومدار، بنغلاديش، رئيس الهيئة الدولية للمسرح
توبياس بيانكون، سويسرا، مدير عام الهيئة الدولية للمسرح.
من ألمانيا، رولف هيمكه، جولانتا سوتوويك، ايبرهارد فاجنر، ايفا ماريكا شميت، مالغروزاتا فيتوسلاوسكي.
من اليونان، ايرين ماوندراكي، كوستانتين دافاريس، سافاس باستيليداس، كونستانتينا زيرولو. اولغا جولي.
من أوكرانيا، نينا مازور، البرت اتاكولوف.
من أذربيجان، اداليت فالييف (وكيل وزارة الثقافة والسياحة)
شايج سافروف، شوكوفا يوسوبوفا، موبارز حميدوف، ادين تالابازادي.ان ماري انجل، السويد.
تاتيانا ازمان، سلوفينيا.
نيكول براون، جامايكا.
ايميليا كاتشبيرو، أمريكا.
بيتيا هيرتسوفا، بلغاريا.
جونغ اوك كيم، كوريا الجنوبية.
الفيرا أرسلانوف، روسيا.
باسكال وانو، بنين.
داني هييرد، لوكسمبورغ.
ميناس تينجيلاس، قبرص.
الكسندر روبيفيناس، بيروتي مار، ليتوانيا
انتونينا ميكالتسوفا، بيلاروسيا.
جاسين بوكو، كرواتيا.
مايكل فايس، كندا.
ونخبة من نجوم دولة الإمارات منهم :
إسماعيل عبد الله، نجلا الخاجة، نهلة الفهد، احمد المنصوري، عيسى الميل، إبراهيم الاحمد، علي الرميثي، عبد الله العجلة، جابر نغموش، فاطمة الحوسني، حسن رجب، جمال سالم، سلطان النيادي، ناجي الحاي، حبيب غلوم، سيف الغانم.رؤى الصبان.

##### عروض الدورة
| المسرحية                         | الدولة                                       | المؤلف                                  | المخرج                           | الممثل            |
| -------------------------------- | -------------------------------------------- | --------------------------------------- | -------------------------------- | ----------------- |
| اعترافات قناع                    | سويسرا                                       | يوكيو ميشيما                            | إنّا سوكولوفا غوردون              | أندريه موسكوج     |
| قطع وصل                          | لبنان                                        | رفيق علي أحمد                           | رفيق علي أحمد                    | رفيق علي أحمد     |
| ديزديمونا                        | هولندا · الدنمارك                            | وليام شكسبير اقتباس /يولانتا جوزكيويتش  | ناتولي فروسين ويولانتا جوزكيويتش | يولانتا جوزكيويتش |
| أكلة لحوم البشر                  | الأردن                                       | ممدوح عدوان                             | علي الجراح                       | محمد الإبراهيمي   |
| الطريقة المضمونة للتخلص من البقع | مصر                                          | رشا عبد المنعم                          | ريهام عبد الرازق                 | رشا عبد المنعم    |
| إلى بغداد                        | العراق                                       | ازل يحيى إدريس                          | ازل يحيى إدريس                   | ازل يحيى إدريس    |
| اصبر على مجنونك                  | الإمارات العربية المتحدة                     | جمال مطر                                | جمال مطر                         | أحمد مال الله     |
| كبير المحققين                    | المملكة المتحدة                              | دوستويفيسكي سيناريو /ماري هيلين إيستيان | بيتر بروك                        | بروس مايرز        |
| العاشق                           | ليتوانيا                                     | مارغريت دوراس                           | أندريوس جاكوشيونيس               | بيروتي مار        |
| سوناتا الربيع                    | سوريا                                        | جمال آدم                                |                                  |                   |
| تلك هي النهاية                   | أذربيجان                                     | بيتر تورّيني                             | بهرام أوسمانوف                   | غوربان إسماعيلوف  |
| العازقة                          | الإمارات العربية المتحدة · السعودية · المغرب | ملحة عبد الله                           | لطيفة أحرار                      | لطيفة أحرار       |

### الدورة السادسة2014م

#### عروض الدورة
| المسرحية              | الدولة                   | المؤلف                                 | المخرج                  | الممثل             |
| --------------------- | ------------------------ | -------------------------------------- | ----------------------- | ------------------ |
| البحث عن عزيزة سليمان | الإمارات العربية المتحدة | عاطف الفراية                           | أسعد فضة                | أمل عرفة           |
| مايا                  | الجزائر                  | بوسهلة هواري هشام                      | بوسهلة هواري هشام       | جنّاتي سعاد         |
| امرأة في الانتظار     | جنوب إفريقيا             | يايل فاربر وثيمبي متشالي جونز          | يايل فاربر              | ثيمبي متشالي جونز  |
| مجرد نفايات           | عُمان                     | قاسم مطرود                             | خالد العامري            | عبد الحكيم الصالحي |
| تنهد                  | الصين                    | يو رونغجون                             | تيان مانشا              | تيان مانشا         |
| احتراق                | السودان                  | فرحان الخليل                           | هدى مؤمون               | هدى مؤمون          |
| عشيات حلم             | الأردن                   | ممدوح عدوان                            | فراس المصري             | أريج الجبور        |
| نساء مدانات           | أستراليا                 | جولانتا جيزكيويتش                      | أناتولي فروزين وجولانتا | جولانتا جيزكيويتش  |
| يوميا ادت إلى الجنون  | الكويت                   | عن رواية (يوميات مجنون) لنيكولاي غوغول | يوسف الحشاش             | يوسف الحشاش        |
| الحياة كحلم           | ألمانيا                  | مقتبسة عن مذكرات سلفادور دالي          | إنّا سوكولوفا غوردون     | بوراك أكويون       |
| قانون الجاذبية        | تونس                     | ماهر دبيش                              | ماهر دبيش وعماد المي    | ماهر دبيش          |
| شكل الانسان 1         | ألمانيا                  | ميناكو سيكي                            | ميناكو سيكي             | ميناكو سيكي        |